# Gertrud Papendick
Gertrud Papendick (Königsberg, 28 marzo 1890 – Amburgo, 6 aprile 1982) è stata una scrittrice e insegnante tedesca.

## Biografia
Gertrud Papendick era insegnante a Königsberg, Prussia orientale, ed oltre all'attività didattica scriveva, in particolare racconti (il primo fu pubblicato nel 1913), anche per uno dei principali quotidiani della città, il Königsberger Allgemeine Zeitung.
Dopo l'invasione della Prussia orientale si trasferì prima ad Uelzen, poi ad Amburgo.
Collaborò con il giornale degli esuli prussiano-orientali, l'Ostpreußenblatt.
Nelle sue opere ha spesso descritto la sua terra di origine, e per questo motivo è stata insignita dell'Ostpreußischer Kulturpreis per la letteratura nel 1966.

## Premi e riconoscimenti
- 1966: Ostpreußischer Kulturpreis
- 1979: Königsberger Bürgermedaille

## Opere
- Deine Söhne, Land im Osten...: Erzählgn, Bücherstube Am Hohen Tor , Tilsit, 1937
- Die Fahrt mit dem Schatten, Holzner Verlag, Tilsit, 1938
- Wir wachsen in die Welt, Holzner Verlag, Tilsit, 1941
- Die Kantherkinder, Holzner, Kitzinger am Mein, 1952
- Konsul Kanther und sein Haus: ein Roman um eine Königsberger Familie, Salzer, Heilbronn, 1965 (poi riedito varie volte, in ultimo da Rautenberg im Verl.-Haus, Würzburg, 2007, ISBN 978-3-8003-3132-1)
- Wo den Birnbaum stand, Salzer, Heilbronn, 1969
- In jenem fernen Sommer, Rautenberg, Leer, 1973
- Das war unsere Stadt, Salzer, Heilbronn, 1976, ISBN 3-7936-0514-0